# ツール・ド・フランス1903
ツール・ド・フランス1903は、ツール・ド・フランスの記念すべき第1回目の大会。1903年7月1日から7月19日まで、全6ステージ、全行程2428kmで行われた。

## モリス・ガランが他を圧倒
パリ → ナント → ボルドー → トゥールーズ → マルセイユ → リヨン → パリ、という行程で第1回のツール・ド・フランスが行われ、モリス・ガランが記念すべき第1ステージを制した他、第5、最終ステージも制し、総合2位のルシアン・ポティエに2時間59分31秒の差をつけ、初代総合優勝者としてその名を刻むことになった。
なお、参加選手数は60。内完走を果たしたのは21選手であった。

## 総合成績
| 順位 | 選手名                     | 国籍     | 時間            |
| ---- | -------------------------- | -------- | --------------- |
| 1    | モリス・ガラン             | フランス | 94時間33分14秒  |
| 2    | ルシアン・ポティエ         | フランス | +2時間59分21秒  |
| 3    | フェルディナン・オジェロー | フランス | +4時間29分24秒  |
| 4    | ロドルフェ・ムッレール     | イタリア | +4時間39分30秒  |
| 5    | ジャン・フィスケ           | フランス | +4時間58分44秒  |
| 6    | マルセル・ケルフ           | ベルギー | +5時間52分24秒  |
| 7    | ジュリアン・ローテンス     | ベルギー | +8時間31分08秒  |
| 8    | ジョルジュ・パスキエ       | フランス | +10時間24分04秒 |
| 9    | フランソワ・ボジェンドル   | フランス | +10時間52分14秒 |
| 10   | アロイ・カトー             | ベルギー | +12時間44分57秒 |

### 総合首位者
| 選手名         | 国籍     | 首位区間 |
| -------------- | -------- | -------- |
| モリス・ガラン | フランス | 全区間   |